# Luís de Freitas Branco
Luís de Freitas Branco (Lisboa, 12 d'octubre de 1890 - Lisboa, 27 de novembre de 1955), fou un compositor portuguès i una de les més importants personalitats de la cultura portuguesa del segle xx.

## Breu biografia
Va desenvolupar la seva activitat en diverses àrees de la vida cultural. Educat en el medi familiar, ben aviat va prendre contacte amb la música, estudiant violí i piano. Als 14 anys ja componia cançons que van atènyer una gran popularitat. Als 17 anys va començar la tasca de crític musical al Diário Ilustrado. També va estudiar orgue.
El 1910 s'instal·la a Berlín per tal d'estudiar composició, música antiga i metodologia d'història de la música. El maig de 1911 va viatjar a París on va tenir ocasió de conèixer Claude Debussy i el corrent estètic impressionista. El 1916 va ser nomenat director del Conservatori de Lisboa. Entre 1919 i 1924 en va ser subdirector.
Va mantenir relacions estretes amb diferents personatges de la vida cultural portuguesa, com ara Bento de Jesus Caraça i António Sérgio.
A partir de 1940 és acusat d'irreverent per comportar-se de manera "impròpia" a les aules i per fets de la seva vida privada, i va patir un procés que culminaria en la seva suspensió com a docent del Conservatori. A partir de llavors es va dedicar a la ràdio i als seus deixebles com ara en Joly Braga Santos.